# Lucio Vario Ambíbulo
Quinto Planio Sardo Lucio Vario Ambíbulo (en latín: Quintus Planius Sardus Lucius Varius Ambibulus) fue un senador romano que vivió a finales del siglo I y principios del siglo II, y desarrolló su cursus honorum bajo los reinados de Trajano y Adriano. Fue cónsul sufecto en el año 128 junto con Aulo Egrilio Plariano.

## Orígenes familiares
Su cognomen "Ambíbulo" fue descrito por Ronald Syme como "peculiar y poco común"; sólo pudo contar cinco ejemplos de su uso en inscripciones encontradas en Roma, y uno más en la provincia de África. Basado en la evidencia de que el nombre de su padre también era Lucio Vario Ambíbulo, el nombre de su hermana era Varia, Olli Salomies argumenta que su nombre original era Lucio Vario Ambíbulo, y por los términos de una adopción testamentaria de Quinto Planio Sardo ordenó a Ambíbulo que agregara su nombre a cambio de una parte de sus propiedades. Sin embargo, Werner Eck y Margaret Roxan presentan otra posibilidad, un diploma militar, propiedad de Martin Schøyen, que menciona a un ecuestre "Quinto Planio Sardo", comandante del ala I Ulpia contrariorum milliaria. Al señalar que el nomen gentile "es raro en las clases senatorial y ecuestre", argumentan que Ambíbulo está relacionado con este ecuestre, agregando el elemento "Quinto Planio Sardo" en su nombre por parte de su madre.

## Carrera política
La carrera de Ambíbulo hasta su consulado puede reconstruirse a partir de una inscripción dañada erigida en Cuicul en Numidia; fue erigido por orden del gobierno de la provincia para honrarlo como su patrón. En esta inscripción, todos sus puestos se enumeran en orden cronológico, excepto curiosamente el primero de la lista, un cargo de tribuno militar en una legión cuyo nombre falta en su mayoría. En el orden en que Ambibulo ocupó estos cargos, comenzó su carrera en su juventud como uno de los decemviri stlitibus iudicandis, que era una de las cuatro juntas que componian el vigintivirato. Siguieron las magistraturas tradicionales republicanas: cuestor, tribuno de la plebe y pretor.
Después de cumplir su periodo como pretor, Ambíbulo se desempeñó como praefectus frumentus dandi ex senatus, luego fue seleccionado para ser gobernador proconsular de Macedonia entre los años 124-125. A esto le siguieron dos cargos como legado o comandante de dos legiones: la Legio I Italica en Moesia y la Legio III Augusta en Numidia. Posteriormente, Ambíbulo fue cónsul sufecto en el año 128. Se desconoce su carrera después de su consulado.